# 洛迪 (內華達州)
洛迪（英語：Lodi）是位於美國內華達州奈縣的鬼鎮。

## 歷史
洛迪的郵局於1909年設立，其後於翌年停運。

## 地理
洛迪所處的海拔為高於海平面1631米（即5351英呎），而該地所採用的時區為UTC-8，即太平洋时区（PST）。同時該地設有夏令時間，為UTC-8調快一小時，即UTC-7（PDT）。